# 平松千花
平松 千花（ひらまつ ちか、1985年7月20日 - ）は、日本で活動していたフリーアナウンサー、元テレビ山梨のアナウンサー。活動当時は三桂に所属していた。大学時代には、日本テレビ『Oha!4 NEWS LIVE』の女子大生アシスタント集団「Oha!4 JD」創設メンバーの1人であった。既婚。

## 人物・来歴
- 血液型A型。身長154cm[2]。
- 神奈川県鎌倉市出身[1]。成城大学文芸学部文化史学科卒業[2]。
- 2006年、第2日本テレビの専属女子アナウンサー第1期生募集に応募。最終候補まで残るが落選する（選ばれたのは中村亜裕美）。その後、1期生の中村と最終候補に残った宗京裕美子、松澤千晶と共に日本テレビ『Oha!4 NEWS LIVE』でOha!4 JDとして出演。日テレ学院アナウンサー養成クラス出身。
- 2007年6月29日をもってOha!4 JDを卒業。
- 2008年4月1日、テレビ山梨にアナウンサーとして入社。同期入社は永野絵理佳。
- 2008年6月28日より『UTYニュース』に出演。『お天気メモ』などの番組にも同年6月より出演。
- 2008年11月より、入社後初のレギュラー番組として『UTYはなきんマーケット』に出演。
- 2011年4月より『UTYニュースの星』に起用される。また、読売新聞山梨県版「土曜NAVI」に隔週で登場。
- 2013年3月末日をもって5年間在籍したテレビ山梨を退社[3]。
- 2014年に入り、アナウンサー事務所の三桂に所属。

## 主な出演番組

### 大学生時代
- Oha!4 NEWS LIVE（日本テレビ） - 金曜担当
- もっと!Oha!4 JD隊（日テレプラス&サイエンス）

### テレビ山梨時代
- えなりかずき!そらナビ（2009年8月14日・12月4日・2010年4月23日）
- きずなさん - 長女 役（2010年5月5日 - 12月28日）
- UTYニュースの星
- UTYニュース
- お天気メモ
- UTYはなきんマーケット

### 結婚・三桂所属後
- 5時に夢中!（TOKYO MX） - 内藤聡子の代理出演（2014年7月15日・7月17日）
- スーパーJチャンネル（テレビ朝日） - 金曜特集コーナーリポーター